# Criminal (álbum)
Criminal es el nombre del cuarto disco del grupo Koma,  lanzado en el año 2000.

## Canciones
1. «Menos mal»
2. «Un plan criminal»
3. «Jack queen Jack»
4. «La revolución»
5. «Das pena»
6. «El diluvio universal»
7. «Saluda a la cámara»
8. «Post mortem»
9. «Diente contra diente»
10. «Las risas»

- Datos: Q5790937